# Deuterixys rimulosa
Deuterixys rimulosa är en stekelart som först beskrevs av Niezabitowski 1910.  Deuterixys rimulosa ingår i släktet Deuterixys och familjen bracksteklar. Inga underarter finns listade i Catalogue of Life.